# Brian Hart
Brian Hart (* 7. September 1936 in Enfield, Middlesex, Vereinigtes Königreich; † 5. Januar 2014) war ein britischer Rennfahrer und Motorenentwickler. Bekannt wurde er auch als Gründer von Brian Hart Limited, einem Unternehmen, das Motoren für den Motorsport entwickelte und baute.

## Rennfahrer
Zwischen 1958 und 1971 war Hart in unterschiedlichen Monoposto-Rennserien erfolgreich. Er bestritt Rennen in der Formel Junior, der Formel 3 und im Lotus-Werksteam von Ron Harris sowie 1968 für das Team Church Farm Racing in der Formel 2. Er nahm in Formel-2-Wagen an einigen nicht zur WM zählenden Formel-1-Rennen teil und konnte sich 1967 mit einem Protos-Cosworth für den Großen Preis von Deutschland auf dem Nürburgring qualifizieren.

## Motorenentwickler
Ende 1967 begann Hart beim englischen Flugzeughersteller De Havilland in Hatfield, zu arbeiten und sammelte Erfahrung in der Entwicklung von Flugzeugfahrwerken und -motoren. Hart wechselte dann zum Motorenhersteller Cosworth, verließ diesen jedoch 1969 wieder, um seine eigene Firma Hart Racing Engines (später: Brian Hart Ltd.) zu gründen. Hart entwickelte ab 1976 eigene Formel-2-Motoren, mit denen Brian Henton und Derek Warwick für Toleman Racing die beiden ersten Plätze der Formel-2-Europameisterschaft 1980 belegten. Ab 1981 trat Hart mit eigenen
Turbomotoren in der Formel 1 an; er belieferte mit Toleman, RAM Racing, Spirit und dem Team Haas allerdings nur kleine Teams, die – mit Ausnahme von Toleman – keine Meisterschaftspunkte einfahren konnten. Nach dem Ende der Turboära beschäftigte sich Hart zunächst mit der Vorbereitung von Cosworth-Motoren für zahlreiche Kundenteams, bevor er mit finanzieller Unterstützung des südafrikanischen Erdölkonzerns Sasol 1993 in die Formel 1 zurückkehrte. Bis 1997 belieferte Hart die Teams Jordan, Arrows und Minardi. Das beste Ergebnis in dieser Zeit waren zwei dritte Plätze 1993 und 1995. Ende 1997 übernahm Tom Walkinshaw Brian Harts Betrieb und gliederte ihn in seinen Rennstall Arrows ein.